# فويهة

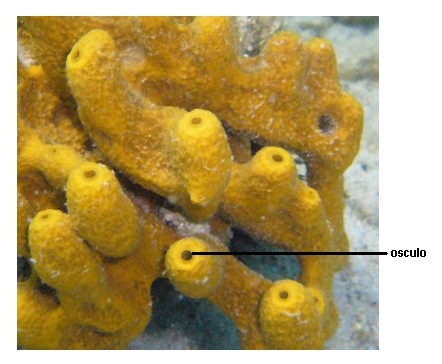
الفويهة

الفويهة (بالإنجليزية: Osculum)‏ هو تركيب تشريحي في الاسفنجيات وهو عبارة عن فتحة كبيرة تقود تيار المياه إلى الخارج بعد مرورها في الداخل. كما أنها تقود تيارات المياه والنفايات الأخرى بسرعة تصل إلى 8.4 سم في الثانية، ويتم تنظيم حجم الفويهة من قِبل الخلايا العضلية. وفي المقابل، فإن حجم الفويهة يُحدد كمية تدفق المياه داخل الإسفنج.